# Таха (приток Шачи)

Таха — река в России, протекает в Приволжском районе Ивановской области. Устье реки находится в 14 км по правому берегу реки Шача. Длина реки составляет 17 км, площадь водосборного бассейна 157 км².
Исток реки находится у деревни Укладницы в 12 км к юго-востоку от Приволжска. Река течёт на северо-запад, крупнейшие притоки Хабаль и Ингар (правые). Протекает деревни Укладницы, Коровино, Федорищи, Андреевское, Благинино, Карбушево, Василево. Нижнее течение проходит по территории города Приволжск, в черте которого река впадает в Шачу.

## Притоки (км от устья)
- 5,8 км: река Ингар (пр)
- 10 км: ручей Хабаль (пр)

## Данные водного реестра
По данным государственного водного реестра России относится к Верхневолжскому бассейновому округу, водохозяйственный участок реки — Волга от города Кострома до Горьковского гидроузла (Горьковское водохранилище), без реки Унжа, речной подбассейн реки — Волга ниже Рыбинского водохранилища до впадения Оки. Речной бассейн реки — (Верхняя) Волга до Куйбышевского водохранилища (без бассейна Оки).
По данным геоинформационной системы водохозяйственного районирования территории РФ, подготовленной Федеральным агентством водных ресурсов:
- Код водного объекта в государственном водном реестре — 08010300412110000013414
- Код по гидрологической изученности (ГИ) — 110001341
- Код бассейна — 08.01.03.004
- Номер тома по ГИ — 10
- Выпуск по ГИ — 0